# Magic Hour (álbum de Scissor Sisters)
Magic Hour (en español Horas Mágicas) es el título del cuarto álbum de estudio de la banda estadounidense de pop Scissor Sisters. Fue lanzado el 28 de mayo de 2012 para los Estados Unidos por el sello Casablanca Records. Cuenta con la colaboración de diversos artistas, tales como Calvin Harris, Stuart Price, Pharrell Williams, Diplo, Alex Ridha y Azealia Banks.

## Antecedentes
El cantante Jake Shears, escribió en su en Twitter, el 31 de octubre de 2011, que el álbum estaba casi terminado. Un adelanto del nuevo álbum titulado "Shady Love" se estrenó en el programa de Annie Mac en la BBC Radio 1, el 2 de enero de 2012. Cuenta con la participación  de Azealia Banks y aparece Jake Shears acreditado bajo su seudónimo de Krystal Pepsy.
Shears manifestó que el nuevo disco es "una alegre y dulce mezcla de ritmos dirigido al pop del futuro. Con un estilo que te hará saltar por todo el lugar sin pudor".
La portada del álbum fue diseñada por Neil Krug, y cuenta con varias cebras mirando a una esfera brillante en un paisaje desolado. En la portada del sencillo "Only the Horses", muestra una imagen similar en la que aparece otra cebra con un fondo multicolor.

## Lista de canciones
| N.º | Título                                       | Escritor(es)                                            | Productor(es)                                           | Duración |  |
| 1.  | «Baby Come Home»                             | John Stephens, Scott Hoffman, Jason Sellards, Ana Lynch | Scissor Sisters, Alex Ridha                             | 3:00     |  |
| 2.  | «Keep Your Shoes On»                         | Sellards, Hoffman, Alex Ridha                           | Scissor Sisters, Alex Ridha                             | 2:51     |  |
| 3.  | «Inevitable»                                 | Sellards, Hoffman, Pharrell Williams                    | Scissor Sisters, Pharrell Williams                      | 3:53     |  |
| 4.  | «Only the Horses»                            | Sellards, Hoffman, Amanda Ghost, Ridha                  | Scissor Sisters, Alex Ridha, Calvin Harris (co.)        | 3:38     |  |
| 5.  | «Year of Living Dangerously»                 | Hoffman, Sellards, Ridha, Thomas Pentz                  | Scissor Sisters, Alex Ridha                             | 3:52     |  |
| 6.  | «Let's Have a Kiki»                          | Sellards, Hoffman, Lynch                                | Scissor Sisters                                         | 3:50     |  |
| 7.  | «Shady Love»                                 | Sellards, Hoffman, Ridha, Azealia Banks                 | Scissor Sisters, Alex Ridha                             | 3:56     |  |
| 8.  | «San Luis Obispo»                            | Sellards, Hoffman                                       | Scissor Sisters                                         | 3:48     |  |
| 9.  | «Self Control»                               | Sellards, Hoffman, Lynch                                | Scissor Sisters, Alex Ridha (prod. adic.)               | 3:12     |  |
| 10. | «Best in Me»                                 | Hoffman, Sellards, Ridha                                | Scissor Sisters, Alex Ridha                             | 3:44     |  |
| 11. | «The Secret Life of Letters»                 | Sellards, Hoffman, Joan Wasser                          | Scissor Sisters, Stuart Price                           | 3:48     |  |
| 12. | «Somewhere»                                  | Sellards, Hoffman, Ridha                                | Scissor Sisters, Alex Ridha, Stuart Price (prod. adic.) | 3:40     |  |
| 13. | «Ms. Matronic's Magic Message» (Bonus Track) |                                                         |                                                         | 0:27     |  |

| iTunes bonus track |                                                    |                                 |                             |          |  |
| N.º                | Título                                             | Escritor(es)                    | Productor(es)               | Duración |  |
| 14.                | «Shady Love» (Tommie Sunshine & Disco Fries Remix) | Sellards, Hoffman, Ridha, Banks | Scissor Sisters, Alex Ridha | 7:06     |  |

| Bonus tracks |                                     |                          |                             |          |  |
| N.º          | Título                              | Escritor(es)             | Productor(es)               | Duración |  |
| 14.          | «Fuck Yeah»                         | Sellards, Hoffman, Lynch | Scissor Sisters, Alex Ridha | 3:03     |  |
| 15.          | «Let's Have a Kiki» (DJ Nita Remix) | Sellards, Hoffman, Lynch | Scissor Sisters             | 6:54     |  |
| 16.          | «Fuck Yeah» (Seamus Haji Remix)     | Sellards, Hoffman, Lynch | Scissor Sisters, Alex Ridha | 3:52     |  |

| CD-ROM (Edición especial) |                                             |          |  |
| N.º                       | Título                                      | Duración |  |
| 1.                        | «Album Track-by-Track by Jake Shears»       | —        |  |
| 2.                        | «Only the Horses» (Video)                   | —        |  |
| 3.                        | «Only the Horses» (Behind the Scenes Video) | —        |  |
| 4.                        | «Baby Come Home» (Video)                    | —        |  |
| 5.                        | «Baby Come Home» (Behind the Scenes Video)  | —        |  |

## Posicionamiento
El álbum debutó en la cuarta posición del UK Album Chart vendiendo alrededor de las 19.500 copias, detrás de Gary Barlow, Paloma Faith, y Rumer.
| Lista (2012)                             | Mejor posición |
| ---------------------------------------- | -------------- |
| Australia (ARIA Charts)                  | 27             |
| Bélgica - Flandes (Ultratop 50)          | 72             |
| Bélgica - Valonia (Ultratop 50)          | 74             |
| Canadá (Canadian Albums Chart)           | 47             |
| Escocia (Scottish Albums Chart)          | 4              |
| España (PROMUSICAE)                      | 65             |
| Estados Unidos (Billboard 200)           | 35             |
| Estados Unidos (Dance/Electronic Albums) | 1              |
| Francia (SNEP)                           | 104            |
| Irlanda (Irish Albums Chart)             | 15             |
| Italia (FIMI)                            | 71             |
| Países Bajos (MegaCharts)                | 68             |
| Reino Unido (UK Albums Chart)            | 4              |
| Suiza (Schweizer Hitparade)              | 62             |

## Historial de lanzamientos
| País           | Fecha              | Discográfica |
| -------------- | ------------------ | ------------ |
| Australia      | 25 de mayo de 2012 | Polydor      |
| Reino Unido    | 28 de mayo de 2012 | Polydor      |
| Estados Unidos | 29 de mayo de 2012 | Casablanca   |